# Puente provisorio de conectividad vial y emplazamiento
Puente de conectividad vial y emplazamiento es el por ahora nombre oficial que recibe un puente ubicado en el barrio de Caballito de la ciudad de Buenos Aires, Argentina.

## Características
Se trata de un puente de 470 m de longitud que une ambos lados (norte y sur) del barrio de Caballito cruzando las vías de la Línea Sarmiento, unos talleres ferroviarios utilizados por Trenes Argentinos y un predio correspondiente al Club Ferro Carril Oeste. Posee un carril vehicular en cada sentido de 4,15 metros cada uno, una banquina externa y una vereda peatonal del lado este, además de iluminación. Con tres estructuras de base, el puente tiene la particularidad de que es transportable.
Construido por la empresa Autopistas Urbanas dependiente del Gobierno de la Ciudad de Buenos Aires, la estructura fue inaugurada el 20 de septiembre de 2007 por el entonces jefe de gobierno porteño Jorge Telerman y el ministro de obras públicas Juan Pablo Schiavi.

## Nombre
El puente recibe un nombre provisorio, al igual que se estructura. La idea del gobierno era que fuera denominado Puente Fragata Sarmiento por una de las calles en las que desemboca, pero la idea no prosperó, ya que vecinos del barrio de Caballito han juntado firmas para que el puente se denomine Puente Gerónimo Cacho Saccardi o Puente Club Ferro Carril Oeste. Estos nombres se refieren a Gerónimo Saccardi quien fuera ídolo en su Club Ferro Carril Oeste. También el diputado Roberto Destéfano presentó un proyecto de ley para que se lo llame Puente Nicolás Vila, quien fuera propietario en el siglo XIX, de la pulpería que contaba con una veleta de metal con forma de caballo instalada en el techo, la cual terminó dándole el nombre al barrio.